# Rui Silva (fotbollsspelare)
Rui Tiago Dantas da Silva, född 7 februari 1994 i Maia, är en portugisisk fotbollsmålvakt som spelar för Real Betis.

## Klubbkarriär
Den 11 juni 2021 värvades Silva av Real Betis, där han skrev på ett femårskontrakt.

## Landslagskarriär
Silva debuterade för Portugals landslag den 9 juni 2021 i en 4–0-vinst över Israel.